# Grube Alemannia
Die Grube  Alemannia ist eine ehemalige Eisen-Grube des Bensberger Erzreviers in Bergisch Gladbach. Das Gelände gehört zum Stadtteil Refrath. Aufgrund eines Mutungsgesuchs vom 22. März 1856 wurde am 12. November 1856 eine Verleihungsurkunde auf Eisenstein für das Grubenfeld Alemannia erteilt. Das Grubenfeld Alemannia befand sich zwischen Penningsfeld und Niedenhof im westlichen Teil von Refrath. Die Lagerstätte wurde mit „auf dem Kamp bei Brück im Kreis Mülheim“ bezeichnet. Nach heutigem Verständnis war dies im Bereich Immanuel-Kant-Straße/Adalbert-Stifter-Straße. Alle Spuren wurden durch die Bebauung verwischt. Über die Betriebstätigkeiten ist nichts Näheres bekannt.